# Kaos Etiliko
Kaos Etíliko es un grupo punk procedente de Salvatierra, País Vasco (España). 
Publicaron dos discos en sus primeros años: "No hay agua" (1998) y"Porsupuestón" (2000)
El grupo se separó en el año 2000 tras discrepancias internas entre los miembros de la banda. Tres de sus integrantes - Aguayo (guitarra), Fonta (bajo) y Aguayiko (guitarra) -, formaron Kaotiko. Zigor (voz) y Kepa (batería) formaron primeramente el grupo Lacaza!, después Sioux y, una vez finalizado Sioux, el cantante Zigor forma K.O. Etíliko.
En 2022 el cantante Zigor retoma la banda como único integrante original de la misma, junto a otros músicos. Además, también en ese año sacan el tercer disco de estudio titulado “Revuelta!”.
Al año siguiente, luego de presentar en España el disco "Revuelta", la banda realiza su primer viaje a Latinoamérica en el marco de la gira "No Hay Agua 2023" con cuatro conciertos en México que incluyen las ciudades de Guadalajara, Guaymas, Monterrey y Ciudad de México.

## Miembros Originales
- Zigor Leza - voz
- Aguayo y Aguayiko - guitarras
- Fonta - bajo
- Kepa - batería

## Discografía

### No hay agua
Primer disco lanzado en el año 1998 con la discográfica GOR Discos.
1. Ansiedad
2. Guerra
3. Su falso mundo (Versión de la canción "Luna Rossa" de Banda Bassotti)
4. Paloman
5. La gran chingada
6. Mi mejor colega
7. ¿De qué vas?
8. Pequeñitos
9. Hipocresía
10. Tripi
11. Imposible
12. Anarka
13. Muerto
14. En la barra del bar
15. Hablar x hablar

### Porsupueston!
Segundo disco lanzado en el año 2000 con la discográfica Mil A Gritos. Grabado en los Estudios Azkarate.
1. Mil historias
2. Dejad que vuele...
3. Quise verte
4. Porsupuestón
5. Hoy es mi día (Sale el sol)
6. Nada
7. Sentimental
8. Envidiosos (H.P.)
9. Necesidad
10. El más kabrón
11. Exit
12. Obsesión
13. ¡Ke kaña!

Kaos Etiliko se adhiere al rock melódico, incisivo y fácil de corear